# Новогодишњи поклон
„Новогодишњи поклон” је југословенски ТВ филм из 1962. године. Режирао га је Љубомир Радичевић а сценарио је написао Влада Петрић по делу Вилијама Сидни Портера.

## Улоге
| Глумац                     | Улога |
| -------------------------- | ----- |
| Мирјана Коџић              |       |
| Властимир Ђуза Стојиљковић |       |